# Lourdes Macluf
Lourdes Macluf (Ciudad de México, 1949) es una periodista y escritora mexicana. Su novela Si hubiera mar… fue ganadora del Premio Nacional de Novela José Rubén Romero en 2004.

## Biografía
Lourdes Macluf nació en 1949 en la Ciudad de México, México, en el seno de una familia de origen libanés. Estudió la licenciatura en Lingüística en la Escuela Nacional de Antropología e Historia (ENAH) del Instituto Nacional de Antropología e Historia (INAH). Entre otras actividades se dedicó al periodismo cultural y ha sido profesora de periodismo y de creación literaria.
Su segunda novela, Si hubiera mar…, fue ganadora del Premio Nacional de Novela José Rubén Romero en 2004. También ha escrito dos libros de crónica testimonial en coautoría con Martha Díaz de Kuri, De Líbano a México: crónica de un pueblo emigrante y De Líbano a México: la vida alrededor de la mesa, que dan cuenta de la migración masiva de libaneses a México y su establecimiento en ese país.

## Obra
Entre sus obras se encuentran:

### Novela
- Aquel amor (2000)
- Si hubiera mar… (2007)

### Crónica
- De Líbano a México: crónica de un pueblo emigrante (1995) —coautora—

- De Líbano a México: la vida alrededor de la mesa (2002) —coautora—